# Thomisus bigibbosus
Thomisus bigibbosus är en spindelart som beskrevs av Eugen von Keyserling 1881. Thomisus bigibbosus ingår i släktet Thomisus och familjen krabbspindlar. Inga underarter finns listade i Catalogue of Life.